# Toshiba
Toshiba Corporation (株式会社東芝, Kabushiki-gaisha Tōshiba, TSE : 6502) est un fabricant japonais de matériel électronique et informatique. C'est le plus grand fabricant de semi-conducteurs du Japon. En 2009, la société est le troisième fabricant mondial de semi-conducteurs, derrière Intel et Samsung, mais devant STMicroelectronics.
Cette entreprise est dirigée par Taro SHIMADA. En 2018 elle emploie 128 697 collaborateurs.

## Histoire

### Naissance

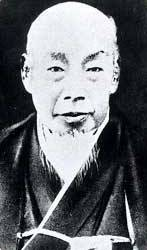
Hisashige Tanaka

Hisashige Tanaka fonde en 1875 une manufacture de télégraphes dans le quartier de Ginza à Tokyo. Son héritier, Daikichi Tanaka, crée à Shibaura en 1882 Tanaka seizōsho (田中製造所, « manufactures Tanaka »), premier fabricant du Japon de matériel télégraphique. En 1893, le nom de la société est modifié en Shibaura seisakujo (芝浦製作所, « Manufactures Shibaura »). Durant la première moitié du XXe siècle, l'entreprise devient un fabricant majeur de machinerie lourde au Japon, et se modernise pendant l'Ère Meiji, pour devenir une entreprise d'envergure internationale.
La seconde entreprise, nommée originellement Hakunetsusha (白熱舎), est fondée en 
1890. Elle devient le premier producteur japonais de lampes à incandescence. L'entreprise se diversifie ensuite dans la fabrication d'autres produits de grande consommation, et elle est renommée Tōkyō denki (東京電氣, « Électricité de Tokyo ») en 1899.
La fusion en 1939 de Shibaura seisakujo et Tōkyō denki donne naissance à une nouvelle société baptisée Tōkyō Shibaura denki (東京芝浦電氣). Elle est bientôt surnommée Toshiba, mais ce n'est qu'en 1984 que l'entreprise est officiellement appelée Tōshiba (東芝).

### De 1939 à 2000

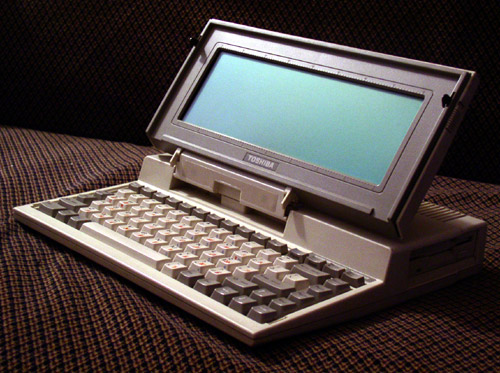
Micro-ordinateur Toshiba T1000 (1985)

Le groupe connut une très forte expansion, à la fois grâce à sa croissance interne mais aussi de par de nombreuses acquisitions, achetant des firmes du secteur primaire et de l'industrie lourde dans les années 1940 et 1950 et les transformant en filiales du groupe à partir des années 1970. Le groupe ainsi créé rassemble Toshiba EMI (1960), Toshiba Équipements Électriques (1974), Toshiba Chemins de Fer (1974), Toshiba Éclairage et Technologie (1989) et Toshiba Transports (1999).

Logo de l'entreprise de 1950 jusqu'en 1969.
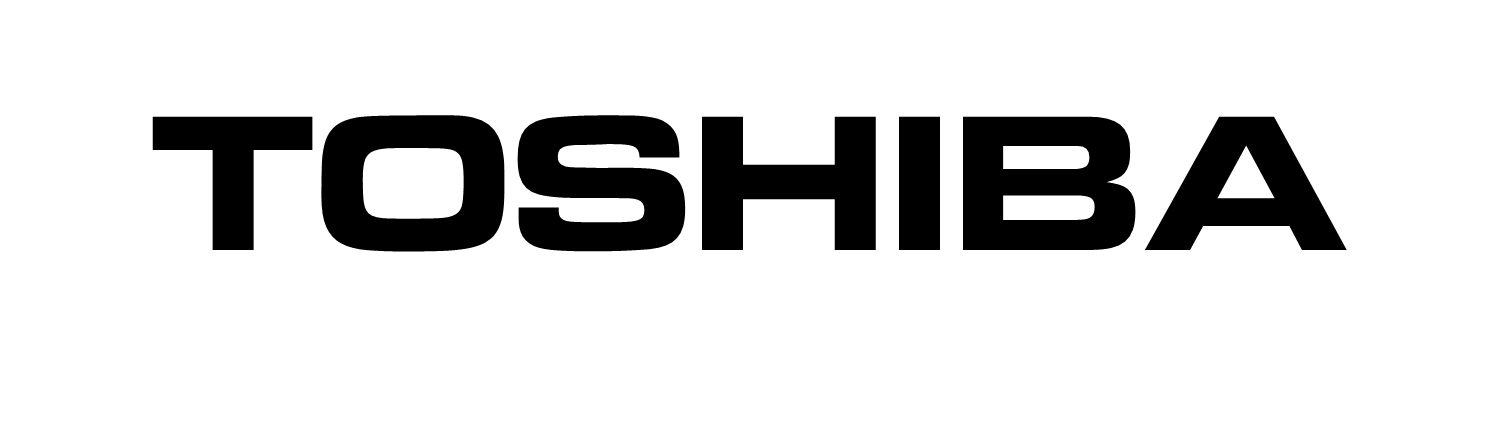
Logo de l'entreprise de 1969 jusqu'en 1984

En 1987, l'entreprise fut accusée de vente illégale de fraiseuses automatiques utilisées par l'Union soviétique pour produire des propulseurs sous-marins très silencieux, violant ainsi l'accord du CoCom. L'incident mit sous tension les relations entre les États-Unis et le Japon et eut comme conséquence la poursuite et l'arrestation de deux cadres supérieurs, ainsi que la prise de sanctions sur la société par les deux pays.

### Années 2000
En 2001, Toshiba signa un contrat avec Orion Electric, un des premiers OEM mondiaux dans le domaine de la fabrication d'équipements électroniques visuels, pour fabriquer et fournir le consommateur en matériel vidéo afin que Toshiba puisse satisfaire la demande croissante du marché Nord-américain.
En décembre 2004, Toshiba a annoncé qu'il arrêterait progressivement la fabrication de téléviseurs à tubes cathodiques.
En 2006, l'entreprise met un terme à sa production d'écrans plasma. La société transféra rapidement à Orion la production des téléviseurs cathodiques et plasma de marque Toshiba. Cependant, pour être présent et assurer sa future compétitivité sur le marché des écrans plats numériques, Toshiba a fait un investissement considérable dans une nouvelle génération de technologie d'affichage appelée SED.
Toshiba a racheté en 2007 la firme américaine Westinghouse Electric Company, spécialiste du domaine nucléaire (et qui avait cédé sa licence concernant les réacteurs à eau pressurisée en 1974 à Framatome, permettant aux Français de construire le parc nucléaire actuel).

### Années 2010
En mai 2011, Toshiba acquiert Landis+Gyr pour l'équivalent de 2,3 milliard de dollars.
Le 31 août 2011, Sony annonce un accord avec Hitachi, Toshiba et INCJ portant sur la mutualisation des moyens de productions de dalles LCD de petites et moyennes tailles sous la forme d'une nouvelle entreprise appelée Japan Display.
En décembre 2012, Toshiba annonce être entré en négociations avec trois firmes pour la vente d'une participation allant jusqu'à 16 % du constructeur américain de centrales nucléaires Westinghouse Electric dont elle détient 67 % des parts.
Le 21 janvier 2014, Toshiba rachète la majorité des actifs de OCZ Technology et crée la société OCZ Storage Solutions avec ces actifs.

#### Scandale comptable de 2015
En février 2015, des informations sont secrètement divulguées à la Commission de surveillance des échanges et des titres (CSCE), le gendarme de la bourse japonaise. Toshiba fait mention de problèmes comptables le 3 avril, puis nomme une commission indépendante composée d’avocats et de comptables pour enquêter sur le sujet. Le 20 juillet 2015, le rapport de la commission conclut que la direction du groupe a tout fait pour gonfler artificiellement ses profits de 152 milliards de yens (1,1 milliard d’euros) pendant sept ans. Norio Sasaki, vice-président et qui dirigea le groupe entre 2009 et 2013, le PDG Hisao Tanaka (en) puis Atsutoshi Nishida, dirigeant de 2005 et 2009 et membre du conseil d'administration, annoncent leur démission,.
Les employés du groupe auraient subi d’énormes pressions pour atteindre les objectifs de profits à court terme. Cette politique, baptisée « The Challenge », aurait été mise en place du temps d’Atsutoshi Nishida, après notamment l’onéreuse acquisition, en 2006, de la branche nucléaire de l’américain Westinghouse Electric. Le rapport a été transmis à la CSCE, qui va mener ses propres investigations et éventuellement recommander à l’agence des services financiers (FSA) d’imposer une amende à Toshiba. La FSA va également ouvrir une enquête sur EY Shinnihon, le cabinet d’audit qui signait les bilans de Toshiba. La bourse de Tokyo pourrait, de son côté, placer Toshiba sous surveillance, voire l’exclure des cotations. Les actionnaires pourraient engager des poursuites, au Japon et aux États-Unis, sous la forme d’un recours collectif.
En septembre 2015, le groupe annonce pour la période d’avril 2014 à mars 2015, une perte nette de 37,83 milliards de yens, soit 284 millions d’euros.
En octobre 2015, Toshiba vend ses activités dans les capteurs d'images à Sony pour 165 millions de dollars.
En décembre 2015, Toshiba se sépare de 6 800 employés et annonce une perte nette annuelle record de plus de quatre milliards d'euros. Dans le même temps, Toshiba serait en discussion avec Fujitsu et VAIO pour fusionner leurs activités de fabrications d'ordinateurs. En mars 2016, Canon entre en négociation exclusive pour l'acquisition des activités médicales de Toshiba pour environ 6 milliards de dollars. Les activités médicales de Toshiba concernent notamment les IRM et les appareils à rayon X, alors Canon possède des activités dans les appareils à rayon X et les appareils d'ophtalmologie.
En juin 2016, Toshiba vend une participation de 80 % de sa division d'équipement électroménager à Midea.
En décembre 2016, Toshiba annonce la découverte de pertes importantes, de plusieurs milliards de dollars, lié à l'acquisition d'activités de Chicago Bridge & Iron, en décembre 2015.
En 2017, Toshiba annonce une dépréciation de 5,9 milliards de dollars découlant de l'acquisition, fin 2015, de CB&I Stone & Webster par Westinghouse. Cette acquisition avait pour but d'éteindre les contentieux juridiques sur la construction des réacteurs AP1000 en chantier aux États-Unis, mais fin 2016 Westinghouse a revu en très forte hausse la charge de travail restante. Ces déboires dans la construction des premiers réacteurs de troisième génération sont très similaires à ceux de FRAMATOME en Finlande et d'EDF à Flamanville.
Le 29 mars 2017, Toshiba approuve la mise en faillite de Westinghouse ; lesté de 9,8 milliards de dollars de dette et confronté à un enlisement de ses deux chantiers de construction de centrales nucléaires aux États-Unis, Westinghouse s'est formellement placé sous la protection du Chapitre 11 de la loi sur les faillites des États-Unis dans l'espoir de négocier une restructuration avec ses grands créanciers,.
En avril 2017, Engie vend sa participation de 40 % dans Nugen, filiale spécialisée dans la construction de centrales nucléaires au Royaume-Uni, à Toshiba pour 139 millions d'euros.
Fin juillet, Toshiba est visé au total par près de 30 plaintes d'actionnaires estimant avoir été lésés par les irrégularités commises entre 2008 et 2014. Le montant cumulé réclamé est de 117,2 milliards de yens (908 millions d'euros). Le 10 août, les commissaires aux comptes certifient les résultats annuels de Toshiba tout en émettant un avis défavorable sur la gouvernance d'entreprise passée.
En janvier 2018, Toshiba vend sa filiale Westinghouse à Brookfield Asset Management pour 4,6 milliards de dollars. Cependant cette somme va servir à payer les créanciers de Westinghouse et non Toshiba,.

#### Vente de l'activité mémoire flash en 2017
Fin janvier 2017, Toshiba annonce que le groupe va vendre une partie de son activité mémoire flash, incluant son business NAND flash appartenant à sa division Storage & Electronic Device Solutions, Western Digital semblant le mieux placé pour la reprise. Début février, Toshiba indique avoir reçu des offres allant de 200 à 400 milliards de yens (1,7 à 3,3 milliards d'euros) pour une participation de 19,9 % dans son activité de mémoires flash.
Fin mars 2017, le journal Nikkei révèle que deux des candidats, le fonds d'investissement Silver Lake Partners (en) et le spécialiste des semi-conducteurs Broadcom, ont soumis une offre d'environ 2 000 milliards de yens (16,6 milliards d'euros). Western Digital, partenaire de Toshiba, s'oppose alors à cette vente, jugeant que cette cession viole les clauses contractuelles et demande l'arbitrage de la Chambre internationale de commerce. En effet, Western Digital n'a pas donné son aval à l'opération, alors qu'il est copropriétaire avec Toshiba de plusieurs des usines de la filiale produisant des mémoires NAND 2D et 3D, créés au début des années 2000 au Japon par la société SanDisk, acquise en 2016 par Western Digital.
Fin mai 2017, le Nikkei annonce que le fonds semi-public Innovation Network Corporation of Japan devrait s'associer avec un consortium pour reprendre les opérations de conception et de production du grand conglomérat japonais, et négocier un éventuel accord avec Western Digital pour la cession de l'activité mémoire flash. Le 14 juin, Western Digital annonce avoir déposé une requête auprès d'un tribunal californien pour bloquer la cession à un tiers des parts de Toshiba dans leur activité conjointe de puces-mémoires.
Le 21 juin 2017, Toshiba choisit un consortium mené par le fonds d'investissement américain Bain Capital, Innovation Network Corporation of Japan et la Development Bank of Japan (en) comme acquéreur privilégié de sa division de semi-conducteurs, Bain recevant du groupe sud-coréen de semi-conducteurs SK Hynix la moitié de son investissement. Western Digital annonce alors qu'il mettrait son veto à cette opération si elle comprend son concurrent SK Hynix, puis soumet une nouvelle offre de dernière minute avec le fonds d'investissement américain KKR. En conséquence, Toshiba attaque Western Digital en justice pour interférence, réclamant une indemnisation de 120 milliards de yens (942 millions d'euros) auprès d'un tribunal de Tokyo, et empêche les salariés de son partenaire, extérieurs à leur usine commune de Yokkaichi, d'accéder aux informations relatives à leur coentreprise. Toshiba demande ensuite à un tribunal américain de rejeter la requête de Western Digital visant à empêcher la vente de sa division, estimant que la cour saisie n'a pas la compétence pour se prononcer et qu'une injonction lui causerait un préjudice irréparable. Le 23 août 2017, Toshiba entame de nouvelles discussions avec le consortium mené par Western Digital pour lui céder son activité au plus vite, laissant de côté l'offre jusqu'à présent privilégiée. Western Digital, associé à KKR, verrait se joindre à lui Innovation Network Corporation of Japan et la Development Bank of Japan, initialement alliés avec l'offre concurrente, pour une offre de 1 900 milliards de yens (14,7 milliards d'euros).
En septembre 2017, Toshiba annonce la vente de ses activités de semi-conducteurs au consortium mené par Bain Capital, pour 18 milliards de dollars. Le consortium mené par Bain inclut notamment Dell, Apple, Kingston Technology et Seagate Technology. Western Digital indique dans la foulée qu'il va demander en référé que cette cession soit bloquée.
En novembre 2017, Toshiba annonce une augmentation de capital de l'équivalent de 4,5 milliards d'euros, pour faire face à ses difficultés et aux retards dans la vente de ses activités de semi-conducteurs.
Le 12 décembre 2017, Toshiba et Western Digital annoncent qu'ils mettent fin à leur contentieux au sujet de la vente de la filiale mémoires de Toshiba. L'accord prévoit que Western Digital renonce à toute procédure d'arbitrage et qu'en échange Toshiba lui permette d'investir dans une nouvelle ligne de production de mémoires de pointe. Les accords passés par les deux entreprises au sujet de leurs coentreprises de Yokkaichi seront étendus à 2027, voire au-delà. Western Digital compte également investir dans une nouvelle usine de mémoires dont Toshiba démarrera le chantier en 2018 dans le nord du Japon. Une nouvelle société est créée en juin 2018 pour gérer cette activité, sous le nom de Toshiba Memory, qui devient Kioxia en juin 2019.

#### Désengagements divers post 2017
En novembre 2018, Toshiba annonce la vente de son activité de gaz naturel liquéfié, au chinois ENN Ecological Holdings, contre le paiement par Toshiba à  ENN Ecological Holdings de 800 millions de dollars, l'activité en question étant déficitaire. En mai 2019, Total annonce l'acquisition des activités de Toshiba dans le GNL aux États-Unis à la place d'ENN Ecological Holdings.
En novembre 2020, Toshiba annonce se retirer du marché de la construction de centrales à charbon, alors qu'il est l'un des principaux acteurs mondiaux sur ce marché, pour se concentrer sur les énergies renouvelables, comme l'éolien en mer, et dans la recherche-développement sur des cellules photovoltaïques de nouvelle génération.
En novembre 2021, Toshiba annonce la scission de ses activités pour le deuxième semestre 2023 en trois entités, dédiées respectivement dans les infrastructures, les semi-conducteurs et dans le stockage informatique,. Cette scission permettra à Toshiba de regrouper ses activités principales d'énergie et d'infrastructures dans une seule entité. Les activités liées aux appareils électroniques et au stockage de données seront réunies dans une autre. En février 2022, Toshiba annonce son intention de se scinder en deux entités à la place avec une entité dédié aux semi-conducteurs et l'autre pour le reste. En mars 2022, les actionnaires votent contre les plans de scissions.
En mars 2023, le conseil d’administration de Toshiba se déclare favorable à l'offre publique d'achat (OPA) provenant d'un consortium japonais d'une vingtaine d'entreprises japonaises, dirigé par le fonds d'investissement Japan Industrial Partners (日本産業パートナーズ, Nihon sangyō pātonāzu), proposant 15,3 milliards de dollars.
En décembre 2023, Toshiba est radiée de la Bourse de Tokyo après 74 ans en bourse.

## Toshiba et Mitsui
Avant la Seconde Guerre mondiale, Toshiba était un membre du zaibatsu Mitsui. Aujourd'hui, Toshiba appartient au keiretsu Mitsui (ensemble d'entreprises, de domaines variés, entretenant entre elles des participations croisées), et a toujours bénéficié de rapports privilégiés avec la banque Mitsui et les autres membres du keiretsu. L'adhésion à un de ces groupes signifie traditionnellement fidélité envers les autres membres du même keiretsu ou à un keiretsu allié. Cette loyauté peut même s'étendre, par exemple, au choix de la marque de bière consommée par les employés de l'entreprise, ce qui était le cas de Toshiba avec la marque japonaise Kirin.

## Les filiales
- Mobile Broadcasting Corporation (MBCo) est une filiale de Toshiba qui s'occupait jusqu'en mars 2009 de diffuser du contenu audio et vidéo au Japon grâce au satellite MobaHo!. Cette filiale fut dissoute en mars 2009, pour un coût d'environ 200M$[56].

## Produits
- Ordinateur portable
- Disque dur
- Mémoire vive
- Composants électroniques
- Téléviseur
- Baladeur numérique (gigabeat)
- Magnétoscope
- Lecteur de CD et de DVD
- Projecteur vidéo
- Photocopieur
- HD DVD
- Copieur
- Imprimante multifonctions
- Télécopieur
- Vidéoprojecteur
- Machine de traitement du courrier
- Téléphone mobile
- Scanner médical (CT)
- Échographe (US)
- IRM (MR)
- Systèmes de chauffage et de climatisation thermodynamiques
- Toshiba a construit (seul ou en association avec Hitachi et/ou General Electric) 19 des 60 réacteurs nucléaires civils qui ont été construits au Japon de 1965 à 2013[57]. Ils sont tous de la filière BWR[58].
- Toshiba EMI
- Toshiba Electrical Equipment
- Toshiba Medical System
- Toshiba Chemical
- Toshiba Lighting and Technology
- Toshiba Carrier Corporation
- Cartoon Pizza (Now Toshiba Animation)
- Ánima Estudios
- Wightbus

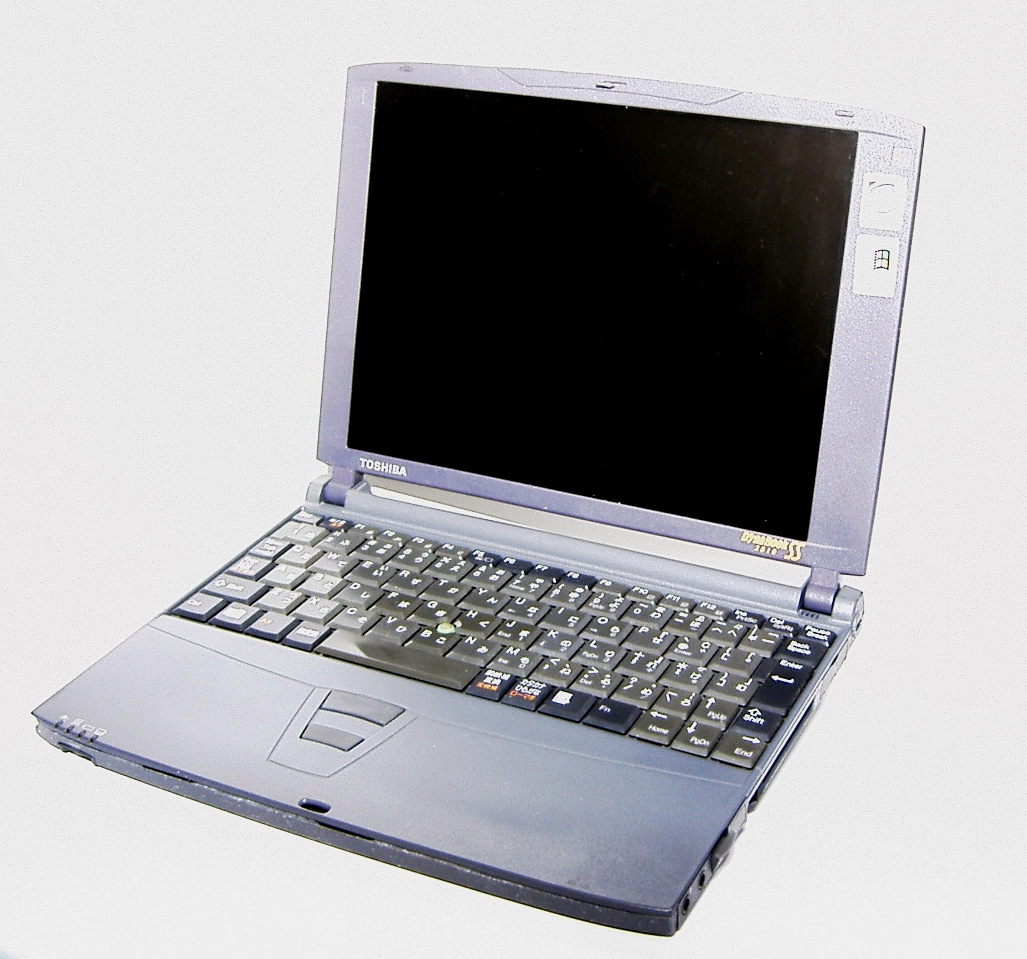
Ordinateur portable Toshiba DynabookSS 3010 (1997)
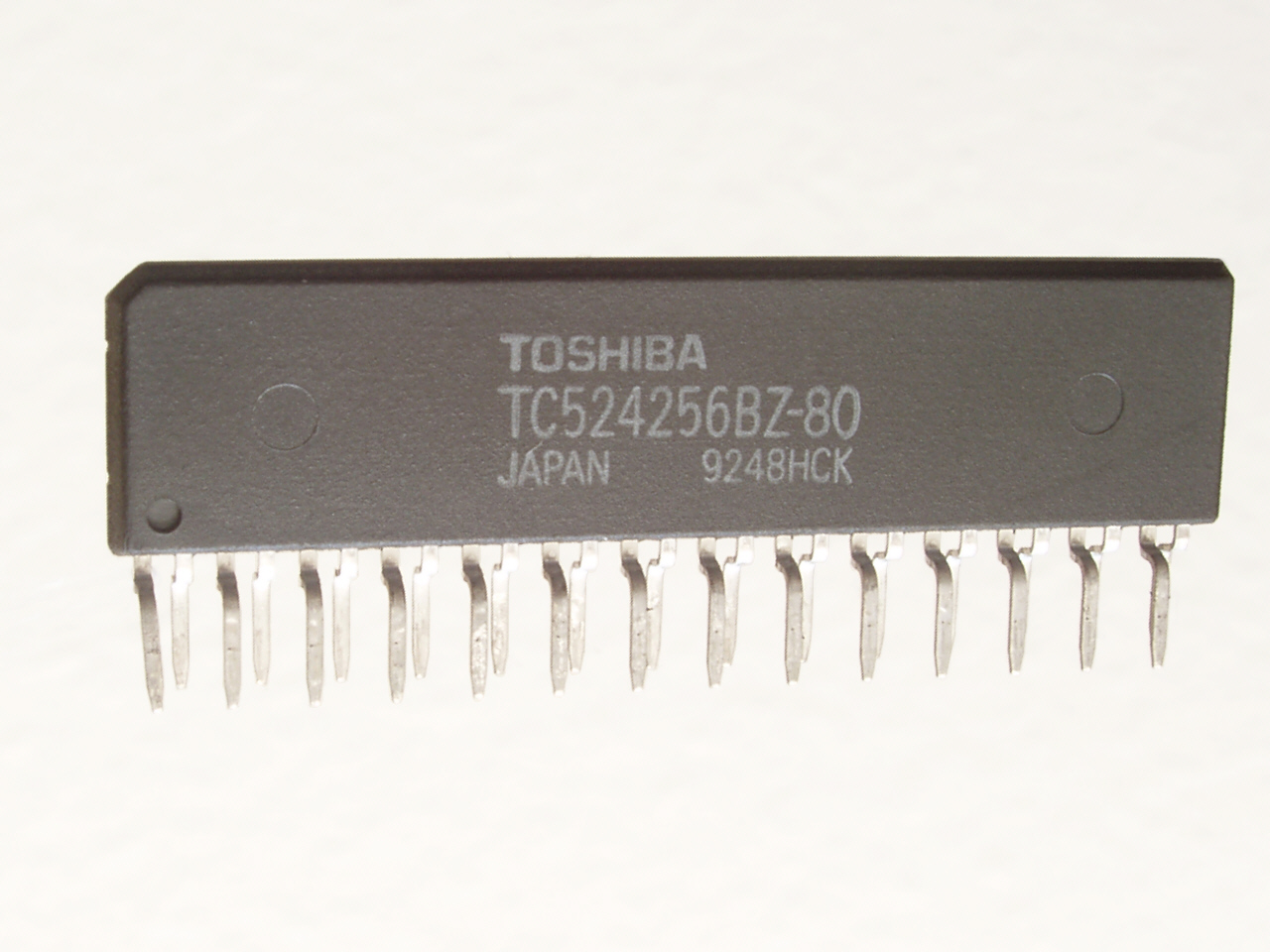
Ram Video Toshiba (1992)
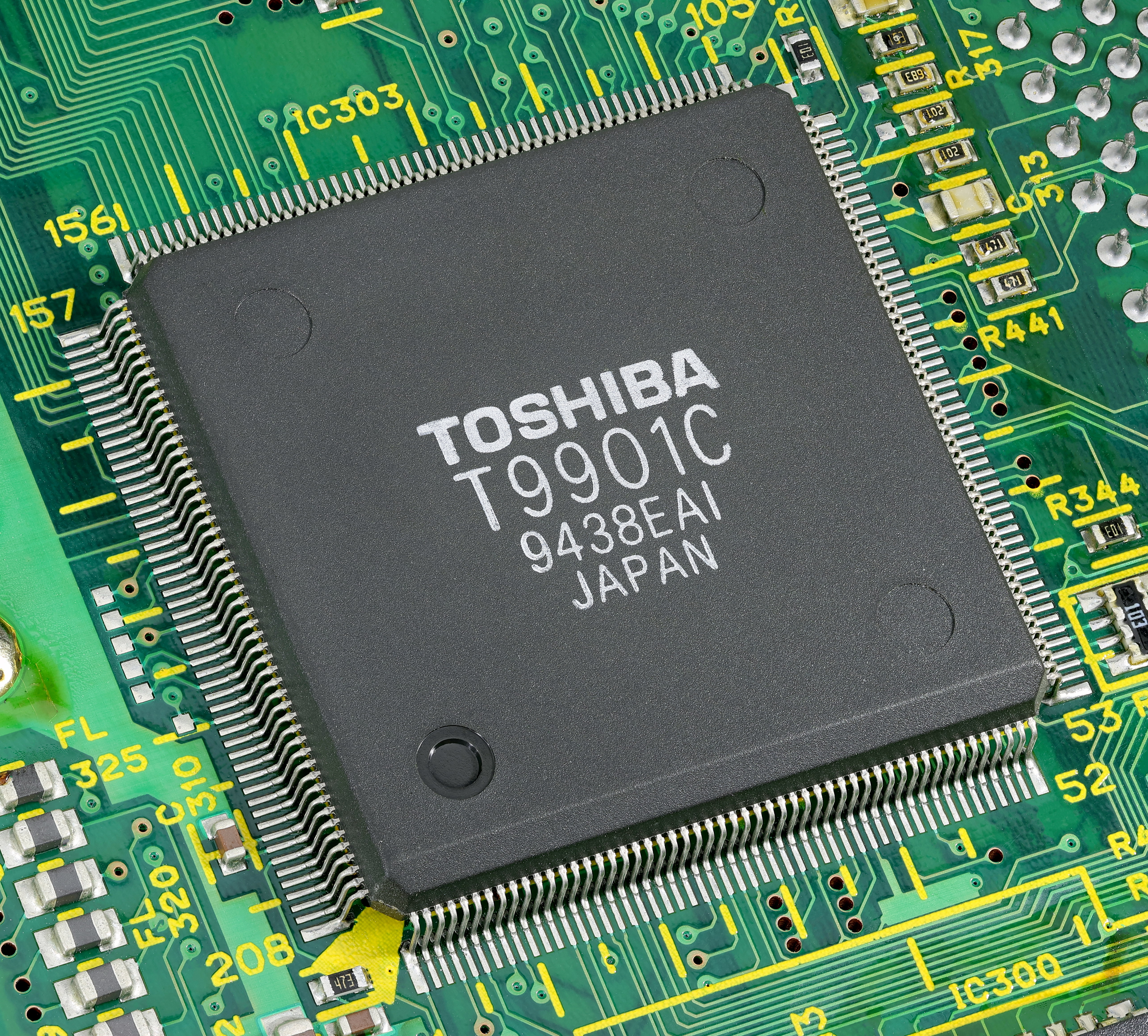
Le controleur T9901 de Toshiba. Ce boîtier de circuit intégré contient en particulier de la mémoire vive, un oscillateur à fréquence variable ou des conducteurs pour les imprimantes et les micros.

### Innovations
La société, grâce à sa tradition d'innovation, a été à l'origine de nombreuses "premières" technologiques au Japon dont, entre autres, le radar en 1942, le téléviseur à transistors et le four à micro-ondes en 1959, la visiophonie en 1971, l'IRM en 1982, les ordinateurs portables en 1986, la NAND EEPROM en 1991, le DVD en 1995 et le HD DVD en 2005.

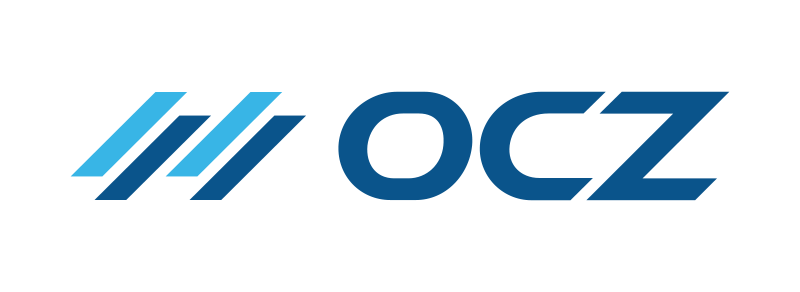
logo OCZ
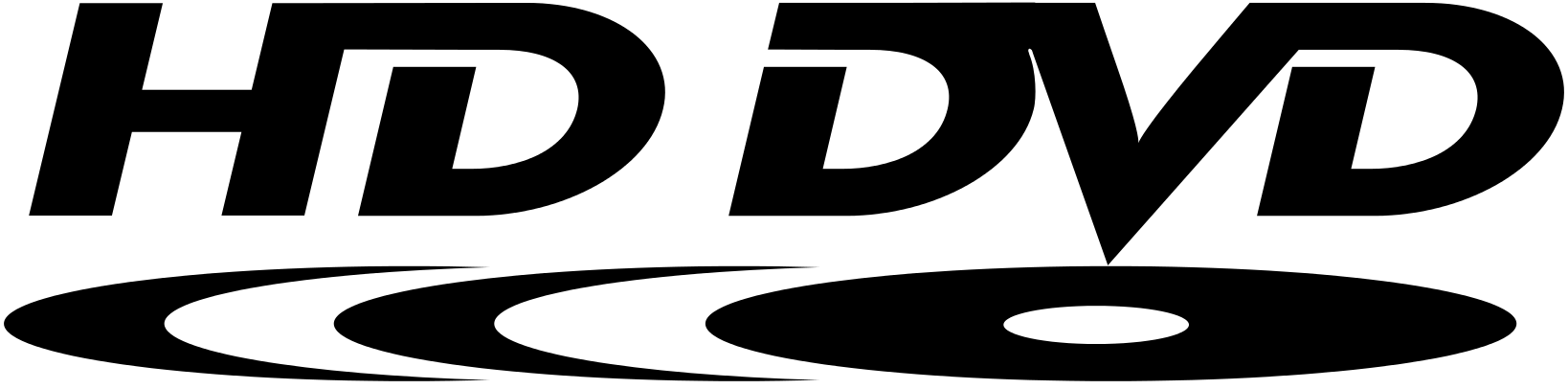
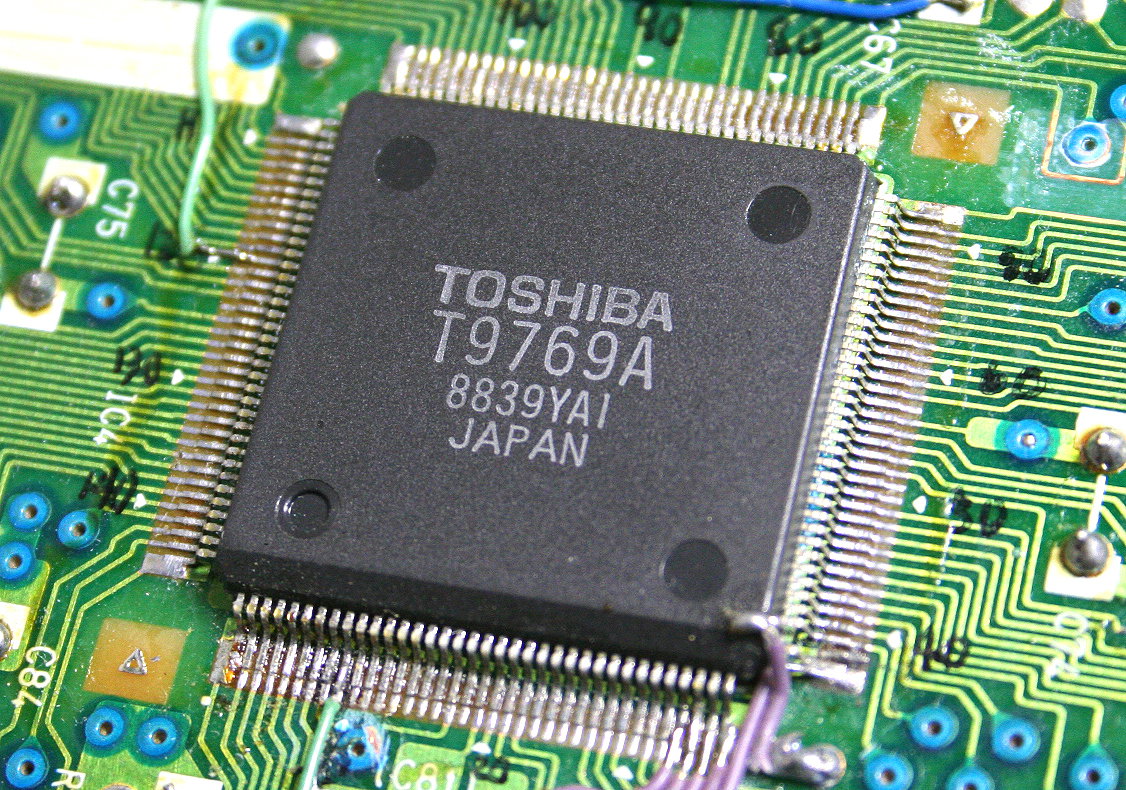
circuit électronique TOSHIBA
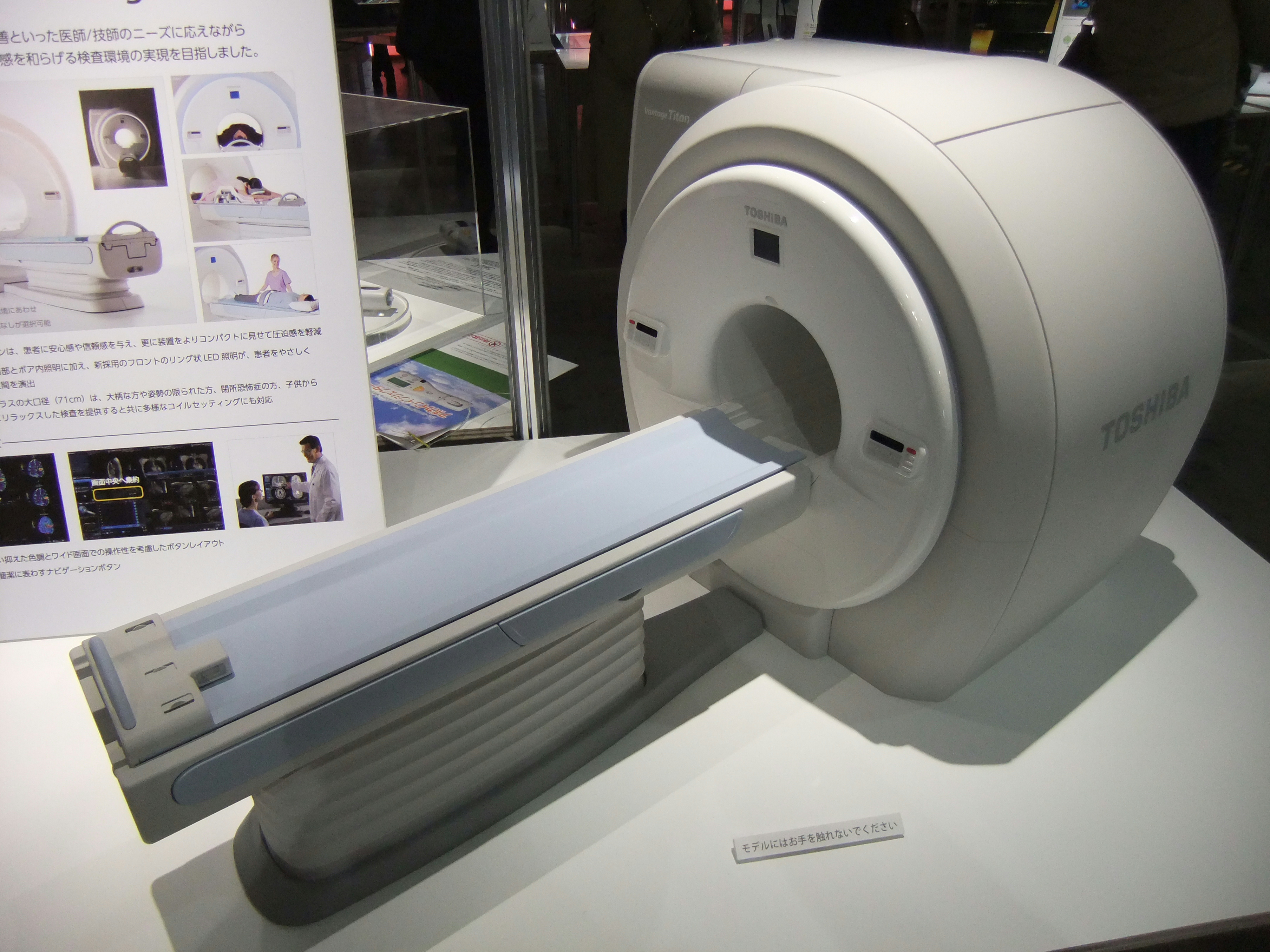
IRM

## Direction
- 2005-2009 : Atsutoshi Nishida (en)[59]
- 2009-2013 : Norio Sasaki[60]
- 2013-2015 : Hisao Tanaka[61],[62]
- 2015-2018 : Masashi Muromachi[63]
- 2018-2021 : Nobuaki Kurumatani[64]
- Depuis 2021 : Satoshi Tsunakawa[65]

## Actionnaires
Liste des principaux actionnaires au 26 octobre 2019.
| Effissimo Capital Management      | 15,3% |
| Farallon Capital Management       | 7,28% |
| King Street Capital Management    | 6,81% |
| Segantii Capital Management       | 5,53% |
| Capital Research & Management WI  | 4,62% |
| The Vanguard Group                | 2,72% |
| Fidelity Management & Research    | 2,62% |
| Dai-ichi Life Holdings            | 2,39% |
| Norges Bank Investment Management | 2,35% |
| Nippon Life Insurance             | 2,29% |